# PB-4
PB-4 (ros. ΠБ-4) – radziecki pływający samochód pancerny skonstruowany w latach 30. w Zakładach Iżorskich. Przyjęty warunkowo do uzbrojenia Armii Czerwonej, z powodu wad wyprodukowano tylko 10 wozów tego typu.

## Historia
W latach 1932–1933 w ZSRR testowano pływający samochód pancerny BAD-2. Próby wykazały, że jest on zbyt ciężki i posiada ograniczoną zdolność pokonywania przeszkód terenowych, a opancerzenie i uzbrojenie samochodu jest zbyt słabe. Po odrzuceniu prototypu BAD-2 przez RKKA w Zakładach Iżorskich postanowiono kontynuować prace nad pojazdami tej klasy.
Nowy prototyp powstał w 1933 roku i otrzymał oznaczenie PB-4. Podobnie jak BAD-2 wykorzystywał on podwozie samochodu ciężarowego Ford AA-Tiemken. Było to podwozie trójosiowe, Na przedniej osi znajdowały się koła pojedyncze, na tylnych podwójne. Dodatkowo do boków kadłuba były zamocowane dwa pojedyncze koła zapasowe. Koła zapasowe osadzano na osiach dzięki czemu ułatwiały pokonywanie przeszkód terenowych. Opony 6.50-20. Na koła tylnych mostów można było założyć gąsienice typu Overoll. Napęd zapewniał czterocylindrowy silnik gaźnikowy o mocy 30 kW przy 2200 obr./min. Pojemność zbiorników paliwa 72 litry.
Na podwoziu osadzono pancerny kadłub zespawany z blach o grubości 7 mm (przód i boki), 5 mm (dno) i 4 mm (strop i tył). Miał on w stosunku do BAD-2 uproszczony kształt stwarzający większe opory podczas pływania, ale łatwiejszy w produkcji. Na wysokości tylnych mostów zamocowano wypełnione korkiem sponsony zwiększające zapas pływalności pojazdu.
Na kadłubie, nad tylnymi kołami zamocowano obrotową wieżę pancerną. Była to uproszczona, pozbawiona niszy wersja wieży czołgu lekkiego T-26 wykonana z blach pancernych o grubości 7 mm. W wieży zamocowane były sprzężone ze sobą armata czołgowa ob. 1932 g. kalibru 45 mm (zapas amunicji 52 nab.) i czkm DT kalibru 7,62 mm. Drugi DT znajdował się w jarzmie w przedniej płycie kadłuba. Jednostka ognia do karabinów maszynowych była równa 2268 nab.
PB-4 był pojazdem pływającym. Napęd w wodzie zapewniała trójpiórowa śruba okrętowa napędzana równocześnie z kołami tylnych mostów. Rolę sterów miały pełnić przednie koła.
Testy prototypu wykazały, że w PB-4 nie udało się wyeliminować wszystkich wad BAD-2. Pojazd był silniej uzbrojony i opancerzony, ale nadal miał niewielką manewrowość w wodzie i trudności z wydostawaniem się z wody na nieumocniony brzeg (wina nienapędzanej przedniej osi). Pomimo tych wad w 1935 roku pojazd przyjęto warunkowo do uzbrojenia Armii Czerwonej. Już wcześniej, w 1933 roku złożono zamówienie na 20 samochodów PB-4.
Pierwsze seryjne pojazdy (5 sztuk) dostarczono w 1935 roku. W następnym roku wyprodukowano następne 6 sztuk na podwoziu samochodu GAZ-AAA, ale tylko 5 z nich zostało przyjęte przez odbiorcę. Zamówienie na pozostałe samochody anulowano. Jeden PB-4 kosztował 25 000 rubli. Nie zrealizowano planów budowy wozów na podwoziu 6x6.
Przejęte przez RKKA PB-4 były używane w jednostkach liniowych, ale traktowano je jako pojazdy eksperymentalne. Prawdopodobnie nie były one używane bojowo. Przetrwał jeden wóz tego typu który jest obecnie eksponowany w muzeum w Kubince.